# Lautaro Giaccone
Lautaro Darío Giaccone (San Francisco, 1º febbraio 2001) è un calciatore argentino, centrocampista del Rosario Central.

## Caratteristiche tecniche
È un trequartista.

## Carriera
Cresciuto nel settore giovanile del Rosario Central, debutta in prima squadra il 10 dicembre 2019 in occasione dell'incontro di Copa Diego Armando Maradona perso 1-0 contro  il Lanús.

## Statistiche

### Presenze e reti nei club
Statistiche aggiornate al 25 settembre 2021.
| Stagione        | Squadra         | Campionato      | Campionato | Campionato | Coppe nazionali | Coppe nazionali | Coppe nazionali | Coppe continentali | Coppe continentali | Coppe continentali | Altre coppe | Altre coppe | Altre coppe | Totale | Totale |
| Stagione        | Squadra         | Comp            | Pres       | Reti       | Comp            | Pres            | Reti            | Comp               | Pres               | Reti               | Comp        | Pres        | Reti        | Pres   | Reti   |
| --------------- | --------------- | --------------- | ---------- | ---------- | --------------- | --------------- | --------------- | ------------------ | ------------------ | ------------------ | ----------- | ----------- | ----------- | ------ | ------ |
| 2020            | Rosario Central |                 | -          | -          | CdL             | 2               | 0               |                    | -                  | -                  |             | -           | -           | 2      | 0      |
| 2021            | Rosario Central | PD              | 4          | 0          | CA+CdL          | 1+1             | 0               | CS                 | 1                  | 0                  |             | -           | -           | 7      | 0      |
| Totale carriera | Totale carriera | Totale carriera | 4          | 0          |                 | 4               | 0               |                    | 1                  | 0                  |             | -           | -           | 9      | 0      |

## Palmarès

### Club

#### Competizioni nazionali
- Copa de la Liga Profesional: 1

Rosario Central: 2023